# オオツヅラフジ
オオツヅラフジ（大葛藤、Sinomenium acutum, シノニム：Cocculus acutus）とは、ツヅラフジ科ツヅラフジ属のつる性木本。有毒で、ツヅラフジ（葛藤）という別名も付けられている。

## 特徴
日本では、本州の関東南部より以西、四国、九州、南西諸島に、日本国外では台湾および中国に分布する。山地の林内、石灰岩地帯の林縁や路傍に生育する。
落葉性のつる植物で、つるは木質（藤本）。つるは直径3cmにもなり、アオツヅラフジよりも太く、巻き方向は左から右へ巻き付きながら10mほどまで長く伸び、長くなると垂れ下がる。平らな場所では、根元から細長い匍匐枝（ほふくし）を出して地上を這うように伸びる。若いつるの樹皮は毛があって緑色をしているが、この毛は次第になくなり、やがてつるの色も褐色から黒褐色へ変わる。
葉は互生、葉柄の長さは7cm前後あり、アオツヅラフジよりも長く大きい。葉形は様々で、角のある卵円形、角形、円形、浅く5裂から7裂するものなど変化に富む。葉の長さは6 - 15cmでアオツヅラフジよりも長くて大きく、基部は心形、表面は緑色、裏面は粉白色をしている。若葉には多少毛が生えているが、次第にこの毛はなくなる。
花期は6月から7月にかけて咲く。雌雄異株が普通であるが、場合によっては同株の場合もある。花序は円錐花序で、長さ15cmほどの長い花序をつけるのが特徴で、枝先や葉腋から出てくる。花は花弁もがく片も6枚で、径4mmほどの白色の小花をつける。雄花には10個前後の雄しべがつく。
果実は核果で径6 - 7mmの球形をしており、まばらな房状につき、夏から秋にかけてなって青黒く熟す。有毒なので、食用にはできない。
ツヅラフジの名の由来は、つるがフジに似ていることと、このつるで籠や衣類を入れた葛籠（つづら）を編んだことからつけられた。オオツヅラフジとは、同じツヅラフジ科の植物で類似するアオツヅラフジと比べて葉の大きさが大きいことから、大葛藤とよばれる。また、地方によっては「ツタノハカヅラ」とも呼称される。
なお葛藤(かっとう)の語は、葛や藤など蔓が絡み合う植物全般も指し、そこから物事の錯綜や自分の心を決められない、といった意味が派生した。(wikt:葛藤)

## 生薬として
オオツヅラフジの蔓性の茎と根茎は生薬「防已」（ぼうい）（日本薬局方での定義）であり、鎮痛作用や利尿作用などを持つ。木防已湯（もくぼういとう）や防已茯苓湯（ぼういぶくりょうとう）などの漢方方剤に配合され、有効成分としてアルカロイドのシノメニンなどを含む。しかし、作用が強力なので、用法を間違えると中枢神経麻痺などの中毒を起こす。
中国では、防已をオオツヅラフジではなくウマノスズクサ科の植物としていることがある。このウマノスズクサ科の植物の防已はアリストロキア酸という物質を含み、これが重大な腎障害を引き起こすことがある。このため、中国の健康食品や漢方薬には十分注意する必要がある。

## レッドデータ
生育地である下記の地方公共団体が作成したレッドデータブックに掲載されている。
- 宮城県：情報不足
- 福島県：準絶滅危惧
- 新潟県：地域個体群
- 埼玉県：絶滅危惧IA類
- 鹿児島県：分布特性上重要
- 沖縄県：準絶滅危惧